# Tystrup Sø
Tystrup sø ligger midt på Sjælland, syd for Sorø og nordvest for Næstved. Tystrup Sø, som gennemstrømmes af Susåen, er en af Sjællands større søer. På det dybeste sted er søen næsten 22 meter dyb. Det betyder, at den er længe om at fryse til om vinteren, ligesom de talrige kildevæld på dens bund giver mange våger i isen.
Både Tystrup- og den sammenhængende Bavelse Sø er en del af Natura 2000-område nr. 163 Suså, Tystrup-Bavelse Sø, Slagmosen, Holmegårds Mose og Porsmose, og er både habitatområde og fuglebeskyttelsesområde. Desuden ligger Suserup Skov langs søen.